# Asociación para la Defensa Nacional Húngara
La Asociación para la Defensa Nacional Húngara (en húngaro: Magyar Országos Véderő Egyesület, o MOVE) fue una organización de carácter fascista, una de las primeras de Europa, formada el 30 de noviembre de 1918 en Hungría y que tuvo un papel destacado en la política nacional del país en el periodo de entreguerras.

## Historia de la organización

### Creación y primeras actividades

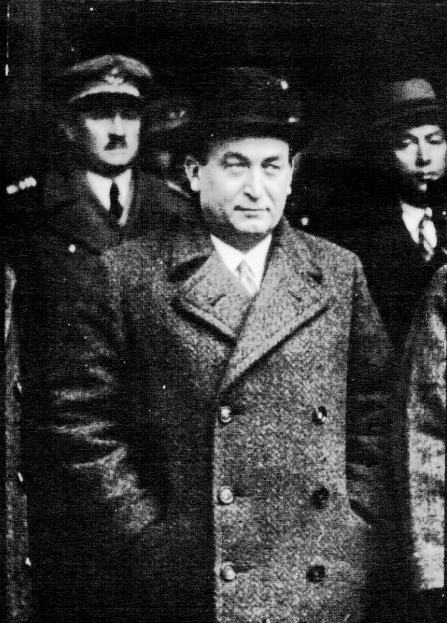
Gyula Gömbös, antiguo oficial del Ejército austrohúngaro, tomó el control de MOVE y la convirtió en una de las bases de poder de los extremistas de ultraderecha y, temporalmente, uno de los pilares de poder del exalmirante Miklós Horthy en su lucha por el poder tras el hundimiento de la República Soviética Húngara.

La asociación surgió un mes después de la revolución de los Crisantemos que llevó al gobierno al conde Mihály Károlyi y su alianza de progresistas, socialdemócratas y liberales. Admitía al comienzo a cualquier oficial o suboficial del antiguo Ejército austrohúngaro, en disolución. Su misión original era apolítica y se limitaba a ayudar a los miles de oficiales y suboficiales que habían quedado desempleados tras la guerra y, en muchas ocasiones, exiliados de sus lugares de origen por los cambios territoriales. Sólo Budapest contaba hacia la Navidad de 1919 con unos 48 000 antiguos oficiales, de los que sólo unos 7000 seguían en el nuevo Ejército.
Pronto, sin embargo, una alianza de oficiales derechistas se hizo con el control de la organización. El 19 de enero de 1919, Gyula Gömbös, antiguo capitán del Estado mayor imperial, fue elegido presidente de la sociedad. Gömbös trató de convertirla en una red nacional de oficiales opuestos al Gobierno de Károlyi que debían tomar el control de las provincias para estrangular al gobierno de Budapest.
El Gobierno prohibió la MOVE junto con el Partido Comunista Húngaro el 22 de febrero de 1919 tras lo que Gömbös huyó a Viena, pasando más tarde a Szeged. Allí fue nombrado viceministro de Defensa junto a Miklós Horthy, el titular del ministerio, como concesión del Gobierno contrarrevolucionario a los oficiales.

### Tras la caída de la República Soviética
La MOVE se convirtió en al asociación de oficiales por excelencia. El 13 de diciembre de 1919 el exalmirante Miklós Horthy, comandante en jefe del EJército Nacional, contrarrevolucionario, que controlaba ya el país, prácticamente ordenó a los oficiales del Ejército afiliarse a la MOVE. Más tarde se permitió el ingreso a los funcionarios. En 1920 contaba con varios miles de miembros. La sociedad tenía un carácter fascista del que el propio Gömbös presumió más adelante ante italianos y alemanes.

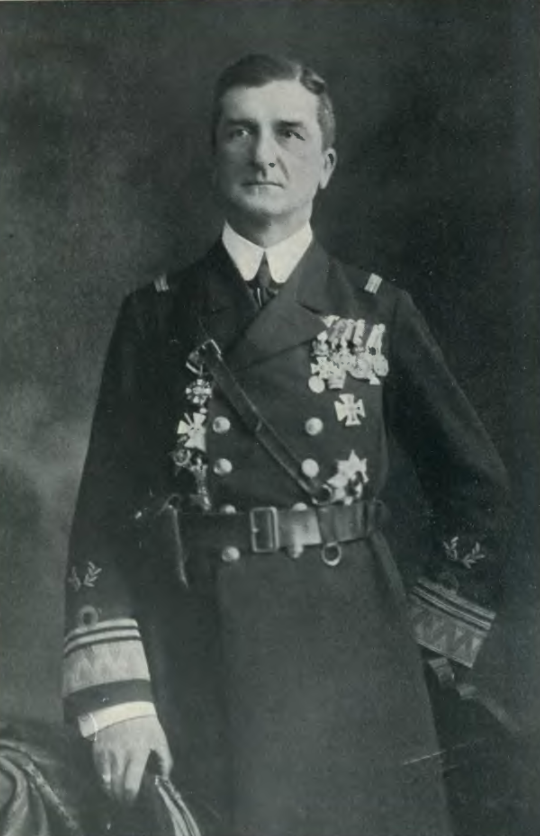
Miklós Horthy utilizó a la MOVE para alcanzar el poder en Hungría pero se distanció de ella paulatinamente para aliarse con los conservadores tradicionalistas. La MOVE sobrevivió a su regencia.

La MOVE continuó ayudando a los oficiales, tanto materialmente como organizando su huida de los territorios perdidos o fomentando la causa irredentista. Cada afiliado cedía a la MOVE 1/30 de su sueldo para las actividades de la misma, además de los generosos subsidios gubernamentales que luego obtuvo, por los que Gömbös fue más adelante acusado de malversación en el parlamento. A la vez, formó una red de espionaje a nivel nacional, dedicada también a la propaganda política.
En 1920 Gömbös ofreció su apoyo a Horthy para las siguientes elecciones, insinuando su disposición a utilizar métodos terroristas si fuese necesario.
La organización mantenía estrechas relaciones con otras organizaciones secretas o semisecretas, que abundaban en la época.
Con el alejamiento de las posturas de Horthy y Gömbös por la alianza de aquel con los reaccionarios tradicionalistas los oficiales en activo fueron obligados a abandonar la MOVE.
La organización, sin embargo, sobrevivió, recuperando vigor a finales de los años 30. En 1937 se rumoreó que preparaba un golpe de Estado. En 1943 fundó una Facultad de Defensores de la Raza, antisemita. En abril de 1944, tras la ocupación alemana de Hungría, todas las organizaciones fascistas y los grupos paramilitares fueron obligados a integrarse en la MOVE.
Fue prohibida por el decreto 529 de 1945.